# Audi 100
Audi 100 var en bilmodell från Audi som tillverkades i fyra generationer mellan 1967 och 1994, då den fick det nya namnet Audi A6. Gemensamt för alla generationer är att de är framhjulsdrivna med längsplacerad motor. Från och med 1982 finns även fyrhjulsdrivna versioner som betecknas quattro.

## typ F104 (C1)
- Audi 100 1968-1976

Modellen fanns först som fyrdörrars sedan och från 1969 som tvådörrars. Hösten 1970 kom Coupé. Växellåda och framhjulsdrift kom från den tidigare Audi Super 90, men allt annat var nyutvecklat av Audi. Framhjulsbromsarna var från början inte monterade som vanligt vid hjulen, utan inne vid växellådan. Problem uppstod med kraftig förslitning av drivaxlar och oljespill droppade från motorn, på bromsskivorna. 1970 hade de löst problemen och till de äldre bilar fanns ombyggnadssatser. Coupémodellen såldes aldrig i USA, men USA:s ambassadör i Grekland ville ha en Coupé enligt specifikationerna för amerikanska marknaden, så Audi byggde en till honom. 
Beteckningen 100 stod till att börja med för motoreffekten i hästkrafter. Dock fanns modellen med olika motorer, och man ändrade inte modellnamnet, utan använde istället bokstavskombinationer för att särskilja de olika versionerna: L, LS, GL. 

### Galleri

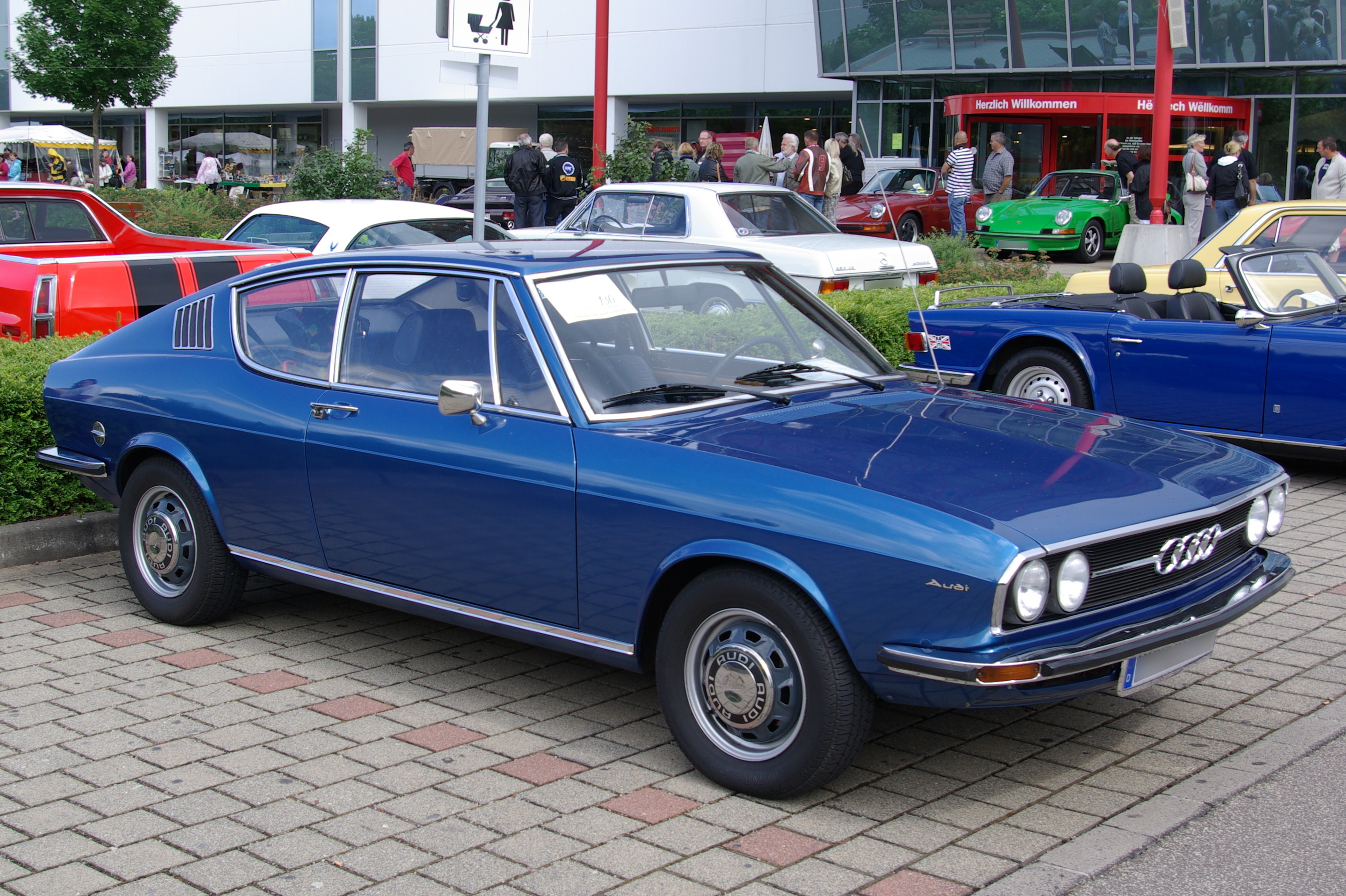
Audi 100 Coupé, typ C1.

## typ 43 (C2)
Med 1976 års modell kom en ny Audi 100 som bland annat erbjöd 5-cylindrig motor (även 4-cylindriga motorer och diesel fanns). Modellen blev en stor framgång och etablerade Audi i premiumsegmentet. Den tekniska uppbyggnaden liknade den tidigare modellen, med längsplacerad motor och framhjulsdrivning. I USA såldes modellerna 100/200 under namnet Audi 5000. 
- Audi 100 1976-1982

Modellen fanns som sedan och Avant.
>Avantmodellen var av typ halvkombi och såldes aldrig i Sverige, men några få exemplar importerades av privatpersoner. Dyraste modellen fick den nya femcylindriga motorn, på 2.1 liter och 136 Hk. På samma kaross byggdes också Audi 200-modellerna, med toppmodellen 5T, som var en femcylindrig turbomotor på 170 Hk.

## typ 44 (C3)
- Audi 100 1982-1991

Modellen fanns som sedan och Avant (vilket från och med nu var beteckningen på alla kombimodeller från Audi). 

Framhjulsdrivet eller med fyrhjulsdrift (quattro). Nu kunde man också välja dieselmotor.
Bilen hade ett Cw-värde som låg på mellan 0.2 och 0,33 beroende på utförande och höll länge världsrekordet för bilen med lägst luftmotstånd. Under modellåret 1988 kom en ansiktslyftning facelift, 88B, som lättast kändes igen på en mer utdragen instrumentbräda och dörrhandtag infällda i karossen. På sedanmodellerna hade redan 88A bakluckelåset flyttats, så att det satt i bakljusglaset och Audiringarna satt mitt på luckan.
1989 kom en 5-cylindrig dieselmotor (TDi), och då sattes världsrekord med att köra 1250 km på en enda tank.
Dessa bensin-motorer fanns att välja på:
- 1.8E (4-cylindrig med 90 hästkrafter)
- 2.0E (5-cylindrig med 115 hästkrafter)>
- 2.2 (5-cylindrig med 137 hästkrafter, Föregångaren till 2.3E, fanns i Audi 100cc, 1988 kom 2.3E och då slopades tilläggsnamnet "CC" )
- 2.3E (5-cylindrig med 136 hästkrafter)
- 2.2 Turbo 10v (165 hästkrafter). 
Som fanns i 2 olika versioner beroende på årsmodell, fram till (1987-1988B) så var det motorn MC mk1 med turboaggregatet KKK K26, från 1989 då motorn ändrades till MC mk2 som den kallas, byttes diverse saker under huven, bland annat turbo-aggregat (KKK K24). Intercoolern fick nu anslutningarna på olika sidor för att utnyttja hela flödet (då den gamla bara utnyttjade halva då in och ut satt på samma gavel). Kompressionen höjdes till 8,4:1 från MC mk1's kompression på 7,8:1.

På samma grundkaross byggdes också: 
- Audi 200 1982 till 1992. Den vassaste Audi 200:an som serietillverkades var den med 2.2L och 20 ventilers turbomotor på 220 hästkrafter. I Sverige såldes denna endast med quattro fyrhjulsdrift. [2]
- Audi V8 1989 till 1994. Den som ville ha en Audi V8a fick endast 2st motorer att välja mellan, en 3,6liters V8 (250 hästkrafter), och en 4,2liters V8 (280hästkrafter)

I USA fick modellen namnet Audi 5000.

Sedanmodellen tillverkas fortfarande på licens i Kina av FAW under namnet Hongqi, men har förutom Audimotorer även motorer från Nissan och Chrysler. Förutom sedanmodellen, så har kineserna själva tagit fram en pick-up, ett par förlängda karosser och begravningsbilar.

### Galleri

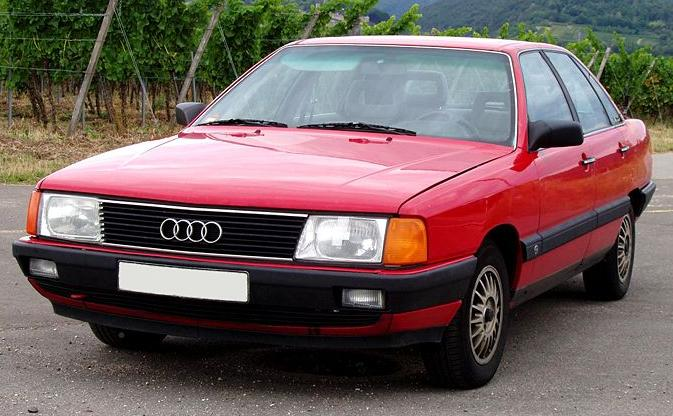
Audi 100, typ C3.
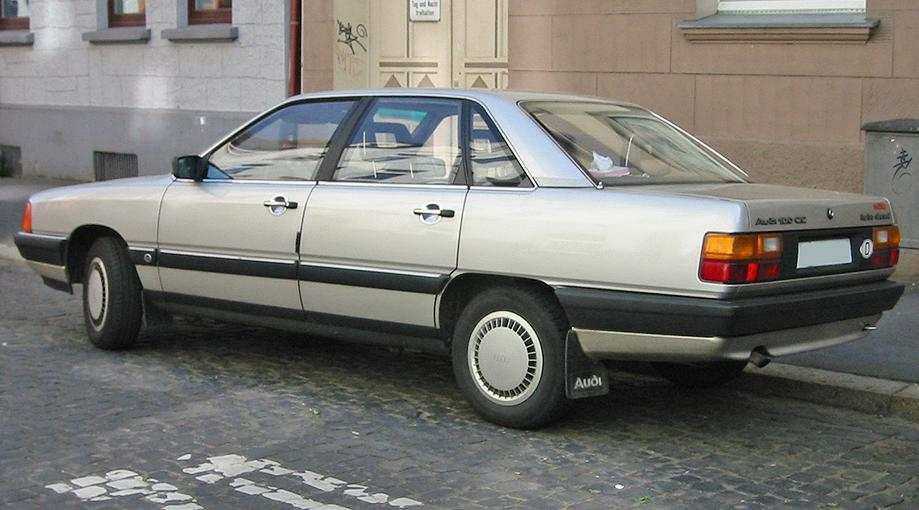
Audi 100, typ C3.
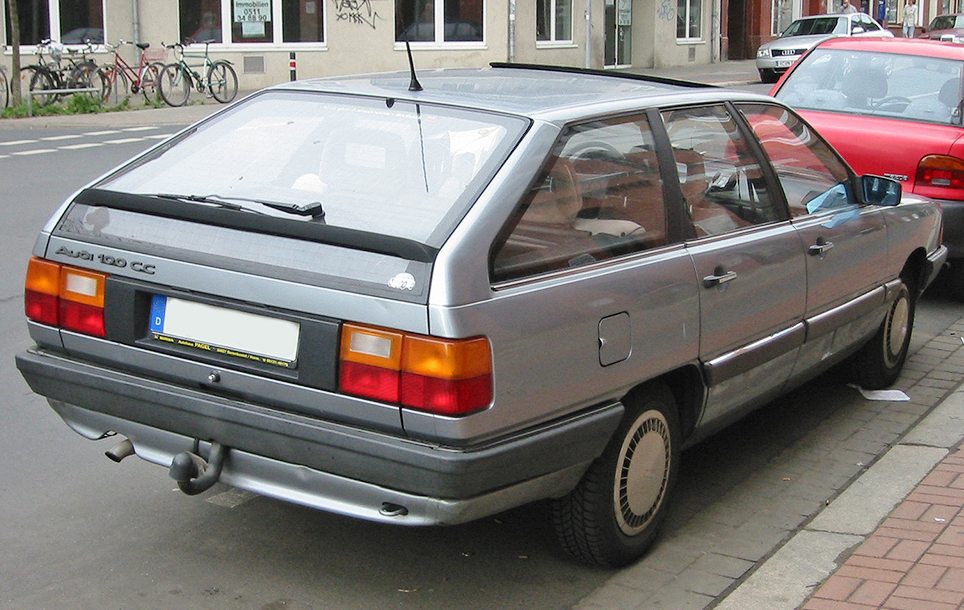
Audi 100 CC Avant, typ C3.

## C4 (typ 4A)
- Audi 100 1990-1994

Modellen fanns både som Sedan och Avant.
I juni 1994 modifierades Audi 100 (C4) och döptes om till Audi A6.
Motorerna som fanns att välja mellan var:
- 2.0L 4-cylindrig på 115hk/(170 Nm?)
- 2.3L 5-cylindrig på 133hk/190 Nm
- 2.6L V6 på 150hk/225 Nm
- 2.8L V6 på 174 hk>

- 2.0L vägde 1490kg
- 2.3L vägde 1550kg
- 2.6L vägde 1580kg
- 2.8L vägde 1660kg

2.8L motorn fanns att få överallt i världen, och 2.6L versionen fanns att få överallt förutom i Nordamerika. 
Självklart ansåg audi att en vassare och sportigare variant av 100:an behövdes för att konkurrera med Bmw och mercedes, då kom S4an, den fanns med 2 olika motorer
- 2.2L 5-cylindrig Turbomotor med 4ventilsteknik(20v), som utvecklade 230 hk.
- 4.2L V8 som utvecklade 280 hk.

S4 blev sedan S6 när audi döpte om 100-modellen till A6 efter 1994
Audi S6 fick i princip behålla motorerna S4:an hade och effektsiffrorna landade på 230 resp. 290 hk.>
1997 släppte Audi en specialutgåva av S6:an, som kallades "Audi S6 Plus", den kom endast med 4,2L V8:an men fick en effektuppgradering så att den kom original från fabrik med 326 hk.

### Galleri

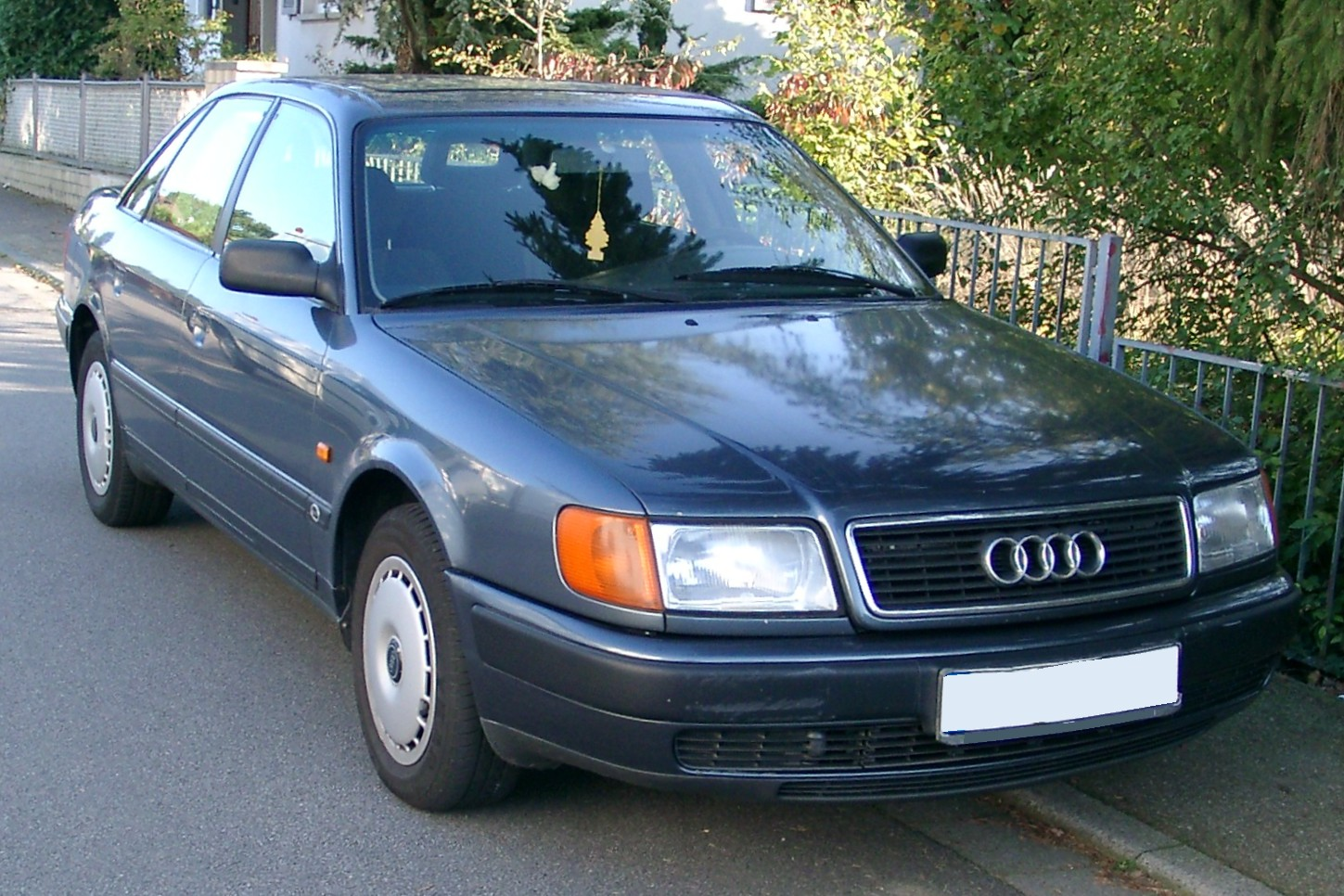
Audi 100, typ C4.
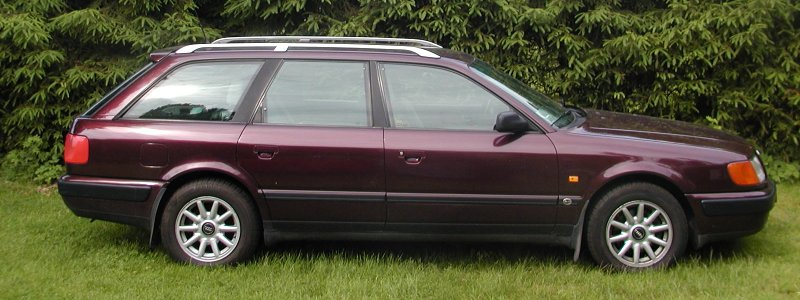
Audi 100 Avant, typ C4.